# Anselmo Ramon
Anselmo Ramon est un footballeur brésilien né le 23 juin 1988.